# Campeonato Mundial Femenino de fútbol sala 2010
El Campeonato Mundial Femenino de fútbol sala de 2010 se disputó en los salones José Caballero (Alcobendas) y Jorge Garbajosa (Torrejón de Ardoz), en España entre el 6 y el 11 de diciembre, fue la primera edición de este torneo celebrado bajo las reglas FIFA de fútbol sala, pero sin organización de la FIFA.

## Equipos participantes
| Brasil | Guatemala | Portugal | Tailandia |
| España | Japón     | Rusia    | Venezuela |

## Fase de grupos

### Grupo A
| Equipo    | Pts | PJ | PG | PE | PP | GF | GC | Dif |
| --------- | --- | -- | -- | -- | -- | -- | -- | --- |
| Brasil    | 7   | 3  | 2  | 1  | 0  | 30 | 2  | 28  |
| Portugal  | 7   | 3  | 2  | 1  | 0  | 9  | 3  | 6   |
| Venezuela | 1   | 3  | 1  | 1  | 2  | 5  | 20 | -15 |
| Tailandia | 1   | 3  | 0  | 1  | 2  | 4  | 23 | -19 |

| 6 de diciembre de 2010 | Tailandia | 0:5 (0:4) | Portugal | Pab. de Deportes "Jorge Garbajosa", Torrejón de Ardoz |  |

| 6 de diciembre de 2010 | Brasil | 14:0 (6:0) | Venezuela | Pab. de Deportes "Jorge Garbajosa", Torrejón de Ardoz |  |

| 7 de diciembre de 2010 | Tailandia | 4:4 (1:4) | Venezuela | Pab. de Deportes "Jorge Garbajosa", Torrejón de Ardoz |  |

| 7 de diciembre de 2010 | Portugal | 2:2 (0:1) | Brasil | Pab. de Deportes "Jorge Garbajosa", Torrejón de Ardoz |  |

| 8 de diciembre de 2010 | Venezuela | 1:2 (1:1) | Portugal | Pab. de Deportes "Jorge Garbajosa", Torrejón de Ardoz |  |

| 8 de diciembre de 2010 | Brasil | 14:0 (6:0) | Tailandia | Pab. de Deportes "Jorge Garbajosa", Torrejón de Ardoz |  |

### Grupo B
| Equipo    | Pts | PJ | PG | PE | PP | GF | GC | Dif |
| --------- | --- | -- | -- | -- | -- | -- | -- | --- |
| España    | 9   | 3  | 3  | 0  | 0  | 17 | 2  | 15  |
| Rusia     | 6   | 3  | 2  | 0  | 1  | 4  | 4  | 0   |
| Japón     | 3   | 3  | 1  | 0  | 2  | 4  | 9  | -5  |
| Guatemala | 0   | 3  | 0  | 0  | 3  | 1  | 11 | -10 |

| 6 de diciembre de 2010 | Japón                  | 2:1 (0:1) | Guatemala  | Pabellón Jorge Garbajosa, Torrejón de Ardoz |  |
|                        | Ino 27' · Watanabe 30' | Reporte   | 12' Bailón |                                             |  |

| 6 de diciembre de 2010 | España                                          | 3:1 (2:0) | Rusia        | Pabellón Jorge Garbajosa, Torrejón de Ardoz |                                |
|                        | Ampi 14' · Anita Luján 17' · Sara Iturriaga 37' | Reporte   | 17' Korzhova | Árbitro(s): Janosevic Muccardo              | Árbitro(s): Janosevic Muccardo |

| 7 de diciembre de 2010 | Japón | 1:2 (0:1) | Rusia | Pab. de Deportes "Jorge Garbajosa", Torrejón de Ardoz |  |

| 7 de diciembre de 2010 | Guatemala | 0:8 (0:4) | España                                                                                        | Pabellón Jorge Garbajosa, Torrejón de Ardoz |                                |
|                        |           | Reporte   | 12' 28' 36' 38' Sara Iturriaga · 15' Sara Moreno · 16' Natalia Flores · 17' Ampi · 32' Txitxo | Árbitro(s): Muccardo Fernandes              | Árbitro(s): Muccardo Fernandes |

| 8 de diciembre de 2010 | Rusia | 1:0 (0:0) | Guatemala | Pab. de Deportes "Jorge Garbajosa", Torrejón de Ardoz |  |

| 8 de diciembre de 2010 | España                                                                                                  | 6:1 (5:0) | Japón        | Pabellón Jorge Garbajosa, Torrejón de Ardoz |                                 |
|                        | Patri Chamorro 11' · Natalia Flores 11' · Sara Moreno 13' · Ampi 15' · Txitxo 17' · Laura Fernández 24' | Reporte   | 26' Nakajima | Árbitro(s): Janosevic Fernandes             | Árbitro(s): Janosevic Fernandes |

## Fase final

### Cuadro general
|  | Semifinales | Semifinales |          |        | Final | Final |  |
|  |             |             |          |        |       |       |  |
|  |             |             |          |        |       |       |  |
|  | Brasil      | 4           |          |        |       |       |  |
|  | Brasil      | 4           |          |        |       |       |  |
|  | Rusia       | 0           |          |        |       |       |  |
|  | Rusia       | 0           |          | Brasil | 5     |       |  |
|  |             |             |          | Brasil | 5     |       |  |
|  |             |             | Portugal | 1      |       |       |  |
|  | España      | 3           | Portugal | 1      |       |       |  |
|  | España      | 3           |          |        |       |       |  |
|  | Portugal    | 4           |          |        |       |       |  |
|  | Portugal    | 4           |          |        |       |       |  |
|  |             |             |          |        |       |       |  |

### Semifinales
| 10 de diciembre de 2010 17:30 (UTC+1) | Brasil                              | 4:0 (1:0) | Rusia | Pabellón Jorge Garbajosa, Torrejón de Ardoz |  |
|                                       | Vanessa 14' · Cilene 28' · Taty 35' | Reporte   |       |                                             |  |

| 10 de diciembre de 2010 20:00 (UTC+1) | España                                      | 3:4 (1:2) | Portugal                                                     | Pabellón Amaya Valdemoro, Alcobendas         |                                              |
|                                       | Natalia Flores 14' 35' · Sara Iturriaga 39' | Reporte   | 3' Fernandes · 4' D. Ferreira · 28' Azevedo · 39' R. Martins | Árbitro(s): Renata Neves Leite Giselle Torri | Árbitro(s): Renata Neves Leite Giselle Torri |

### Final
| 11 de diciembre de 2010 | Brasil                                             | 5:1 (2:0) | Portugal  | Pabellón Jorge Garbajosa, Torrejón de Ardoz |                                |
|                         | Lú 5' 23' · Cilene 18' · Vanessa 39' · Jéssica 40' | Reporte   | 34' Silva | Árbitro(s): Muccardo Peña Díaz              | Árbitro(s): Muccardo Peña Díaz |

|                             |
| Bandera de Brasil           |
| Campeona Brasil 1.er Título |

## Tabla general
| Pos. | Equipo    | Pts | J | G | E | P | GF | GC | Dif. | Rend. |
| ---- | --------- | --- | - | - | - | - | -- | -- | ---- | ----- |
| 1    | Brasil    | 13  | 5 | 4 | 1 | 0 | 39 | 3  | 36   | 86,7% |
| 2    | Portugal  | 10  | 5 | 3 | 1 | 1 | 14 | 11 | 3    | 66,6% |
| 3    | España    | 9   | 4 | 3 | 0 | 1 | 20 | 6  | 14   | 75%   |
| 4    | Rusia     | 6   | 4 | 2 | 0 | 2 | 4  | 8  | -4   | 50%   |
| 5    | Japón     | 3   | 3 | 1 | 0 | 2 | 4  | 9  | -5   | 33,3% |
| 6    | Venezuela | 1   | 3 | 0 | 1 | 2 | 5  | 20 | -15  | 11,1% |
| 7    | Tailandia | 1   | 3 | 0 | 1 | 2 | 4  | 23 | -19  | 11,1% |
| 8    | Guatemala | 0   | 3 | 0 | 0 | 3 | 1  | 11 | -10  | 0%    |